# Thomas Sankara
Thomas Isidore Noël Sankara (francoska izgovorjava: [tɔma sɑ̃kaʁa]) burkinafaški vojaški častnik, marksistični revolucionar in panafrikanist, * 21. december 1949, † 15. oktober 1987. Bil je predsednik Burkina Fasa od državnega udara leta 1983 do umora leta 1987. Njegovi privrženci ga imajo za karizmatično in ikonično osebnost revolucije.